# Apolemichthys kingi
Apolemichthys kingi är en fiskart som beskrevs av Heemstra, 1984. Apolemichthys kingi ingår i släktet Apolemichthys och familjen Pomacanthidae. IUCN kategoriserar arten globalt som livskraftig. Inga underarter finns listade i Catalogue of Life.